# Dan-Constantin Șlincu
Dan-Constantin Șlincu (n. 25 iulie 1972, Mihai Eminescu, România) este un deputat român, ales în 2020 din partea PSD. 